# كعكة الفدج
كعكة الفَدْج هي كعكة شوكلاتة تحتوي على الفدج. تؤكل عادة في الاحتفالات أو الحفلات أو التجمعات.